# كاترين باربا
كاترين باربا (بالفرنسية: Catherine Barba Chiaramonti)‏ هي رائدة أعمال فرنسية، ولدت في 28 فبراير 1973 في روي-مالميزون في فرنسا.